# Gracie Mansion
Gracie Mansion és la residència oficial del batlle de New York. Construïda el 1799 en un estil federal per a Archibald Gracie, un venedor novaiorquès. Se situa al Carl Schurz Park, a Manhattan (Upper East Side) a la cantonada entre l'East End Avenue i el carrer 88. Dona a Hell Gate.
La casa que va ser un museu de 1936 a 1942 i la residència oficial del batlle d'ençà 1942. Està inscrita al National Register of Historic Places.